# 1832 en architecture
| Années de l'architecture : 1829 - 1830 - 1831 - 1832 - 1833 - 1834 - 1835    |
| Décennies de l'architecture : 1800 - 1810 - 1820 - 1830 - 1840 - 1850 - 1860 |

Cet article présente les faits marquants de l'année 1832 en architecture.

## Réalisations
- Construction au sud de la Finlande de la forteresse de Bomarsund (détruite en 1854).

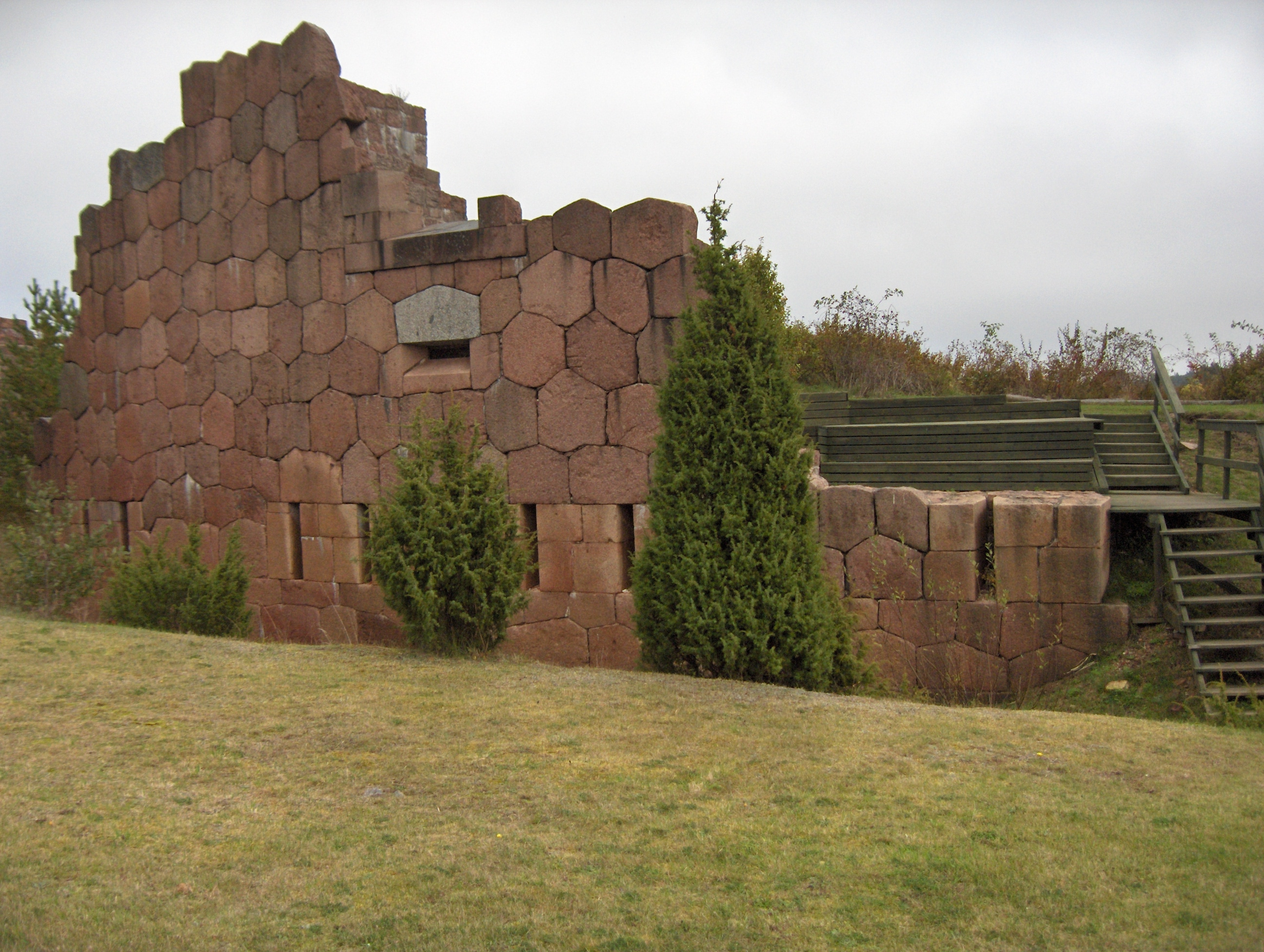
Ruines de la forteresse de Bomarsund en 2006.

## Événements
- Reprise des travaux de l'arc de triomphe de Paris, place de l'Étoile. L'arc sera terminé en 1836.

## Récompenses
- Royal Gold Medal : x.
- Prix de Rome : Jean-Arnoud Léveil.

## Naissances
- 25 septembre : William LeBaron Jenney († 14 juin 1907).
- 15 décembre : Gustave Eiffel († 27 décembre 1923).

## Décès
- 19 décembre : Auguste Charles Pugin (° 1762 ou 1769).